# Scarus koputea
Scarus koputea là một loài cá biển thuộc chi Scarus trong họ Cá mó. Loài này được mô tả lần đầu tiên vào năm 1980.

## Từ nguyên
Từ định danh của loài, koputea, cũng là tên thông thường mà người Marquises dùng để chỉ cá cái của loài này. Cái tên này được sử dụng như nhau ở tất cả các đảo của Marquises, trong khi tên bản địa của cá đực lại khác nhau ở các đảo.

## Phạm vi phân bố và môi trường sống
S. koputea là loài đặc hữu của quần đảo Marquises. Môi trường sống của loài này là các rạn san hô viền bờ và đá ngầm gần bờ, được tìm thấy ở độ sâu đến 20 m.

## Mô tả
S. koputea có chiều dài cơ thể tối đa được biết đến là 31 cm. Như những loài Scarus khác, S. koputea là một loài dị hình giới tính.
Số gai vây lưng: 9; Số tia vây ở vây lưng: 10; Số gai vây hậu môn: 3; Số tia vây ở vây hậu môn: 9; Số tia vây ở vây ngực: 15.

## Sinh thái học
Thức ăn của S. koputea chủ yếu là tảo.